# Ligne La Chaux-de-Fonds – Les Ponts-de-Martel
La ligne de La Chaux-de-Fonds aux Ponts-de-Martel est une des lignes ferroviaires qui composent les Transports publics neuchâtelois (TransN).
Cette ligne est à voie métrique (écartement entre les rails de un mètre).

## Historique

### Chronologie
- 26.07.1889 : mise en service du Ponts–Sagne–Chaux-de-Fonds (PSC) ;
- 01.01.1947 : fusion avec le Régional des Brenets (RdB), naissance des Chemins de fer des Montagnes neuchâteloises (CMN) ;
- 13.05.1950 : mise en service de l'électrification ;
- 01.01.1999 : fusion avec le Régional du Val-de-Travers (RVT) et les Transports du Val-de-Ruz (VR), naissance des Transports régionaux neuchâtelois (TRN) ;
- 01.01.2012 : fusion avec les Transports publics du littoral neuchâtelois (TN), naissance des Transports publics neuchâtelois (TransN)[1].

## Matériel roulant
Automotrices
- BDe 4/4 2 et 4 (Reggiane / TIBB / SAAS), 1950
  - de la même série : BDe 4/4 1 transformée en ASt 21 en 1998
  - BDe 4/4 3 et 5 sur la ligne Le Locle – Les Brenets
- BDe 4/4 6 à 8 (ACMV / ABB), 1991 (6+7), 1996 (8)

Voitures-pilotes
- Bt 11 (Reggiane), 1950
  - de la même série : Bt 12 sur la ligne Le Locle – Les Brenets
- ASt 21 (ex-BDe 4/4 1), transformation 1998